# Charbice Górne
Charbice Górne ist ein Dorf in der Gemeinde Lutomiersk im Powiat Pabianicki. Es liegt auf einer Höhe von etwa 146 Metern über dem Meeresspiegel in der Woiwodschaft Łódź in Polen. Das Verwaltungszentrum der Gemeinde in Lutomiersk ist etwa 8,5 Kilometer, Charbice Dolne etwa 1,5 Kilometer in südöstlicher Richtung von Charbice Górne entfernt. Haupteinnahmequelle des Dorfes ist die Forst- und Landwirtschaft.

## Quelle
- Geographie Charbice Górne